# نزف مخي
النزف المخي أو النزف الدماغي (بالإنجليزية: Cerebral hemorrhage) (ومن تسمياته الأخرى: الورم الدموي داخل الدماغ (بالإنجليزية: cerebral hematoma) الورم الدموي داخل القحف (بالإنجليزية: intracranial hematoma)) هو أحد أنواع نزف داخل القحف لكنه يحصل في نسيج الدماغ ذاته أو في البطينات. تتضمن الأعراض صداعًا، وضعفًا أحادي الجانب، وإقياءً، واختلاجات، وتدنيًا في مستويات الوعي، وتيبسًا في الرقبة. غالبًا ما تزداد الأعراض سوءًا مع الوقت. الحمى شائعة أيضًا. في العديد من الحالات، يظهر النزف في النسيج الدماغي والبطينات معًا.
تتضمن الأسباب الإصابة الدماغية الرضية، وأمهات الدم داخل القحف، والتشوهات الشريانية الوريدية، والأورام الدماغية. عوامل الخطر الكبرى للنزف العفوي هي ارتفاع ضغط الدم والداء النشواني. ومن عوامل الخطر الأخرى الكحولية، ونقص كوليسترول الدم، واستخدام مضادات التخثر، وتعاطي الكوكايين. يُوضع التشخيص نموذجيًا باستخدام التصوير المقطعي المحوسب. ومن الحالات الأخرى التي تتظاهر بشكل مشابه السكتة الإقفارية.
يجب أن تُجرى المعالجة في وحدة العناية المركزة. توصي الخطوط الإرشادية بتخفيض ضغط الدم الانقباضي إلى 140 مليمتر زئبقي. يجب معاكسة مضادات التخثر إن أمكن والمحافظة على سكر الدم ضمن حدوده الطبيعية. قد تستخدم الجراحة بوضع منزح بطيني لمعالجة استسقاء الرأس، لكن لا يجب استخدام الستيرويدات القشرية. قد تفيد الجراحة بإزالة الدم في حالات معينة.
يصيب النزف المخي نحو 2.5 لكل 10,000 شخص في كل سنة. يحدث عند الذكور والمسنين بشكل أكبر. يموت نحو 44% من المصابين خلال شهر. تحدث النتائج الجيدة عند 20% تقريبًا من المصابين. قُسّمت السكتات في البداية إلى نوعين أساسين، النزف وعدم كفاية الجريان الدمويٍ، في عام 1823.

## العلامات والأعراض
يمتلك المصابون بالنزف داخل المخ أعراضًا تتوافق مع الوظيفة الخاصة بالمنطقة الدماغية المصابة بأذية ناجمة عن النزف. تتضمن الأعراض الأخرى أعراضًا متعلقة بارتفاع الضغط داخل القحف الذي يسببه الضغط الناجم من الكتلة الكبيرة على الدماغ. غالبًا ما تُشخص النزوف داخل المخية بشكل خاطئ على أنها نزوف تحت العنكبوتية بسبب تشابه الأعراض والعلامات. يُعتبر الصداع الحاد الذي يتبعه إقياء واحد من أكثر العلامات الشائعة للنزف داخل المخ. ومن العلامات الشائعة الأخرى إصابة المريض بالوهط الدوراني. قد يظهر عند البعض نزيفًا مستمرًا من الأذن. وقد يصاب بعض المرضى بغيبوبة قبل ملاحظة النزف.

## الأسباب
يعتبر النزف داخل المخ ثاني أكثر أسباب السكتة شيوعًا، مشكلًا نحو 10% من حالات السكتة المقبولة في المشافي. يزيد ضغط الدم المرتفع من خطورة النزف داخل المخ العفوي من مرتين إلى ست مرات. بشكل أشيع عند البالغين من الأطفال، يحدث النزف داخل المتن عادة بسبب رض الرأس النافذ، وقد يحدث أيضًا بسبب كسور الجمجمة المنخسفة. يعتبر الرض المتسارع-المتباطئ، وتمزق أم الدم أو التشوهات الشريانية الوريدية، والنزف من ورم من الأسباب الإضافية. لا يعتبر الاعتلال الوعائي النشواني من الأسباب الشائعة للنزف داخل الدماغ عند المرضى فوق عمر 55. تحدث نسبة صغيرة جدًا بسبب خثار الجيب الوريدي المخي.
تتضمن عوامل خطورة النزف داخل المخ:
- فرط التوتر الشرياني (ارتفاع ضغط الدم)
- السكري
- سن اليأس
- تدخين التبغ
- الإفراط في استهلاك الكحول
- الصداع النصفي الشديد

تُقسم نزوف داخل المخ الرضية إلى حادة ومتأخرة. تحدث نزوف داخل المخ الحادة في وقت الأذية، بينما تحدث نزوف داخل المخ المتأخرة في وقت لاحق يتراوح ما بين 6 ساعات بعد الأذية إلى عدة أسابيع.

## التشخيص
أثبت كل من تصوير الأوعية الطبقي المحوسب وتصوير الأوعية بالرنين المغناطيسي فعاليته في تشخيص التشوهات الوريدية داخل القحف بعد النزف داخل المخ. لذا في كثير من الأحيان، يُستخدم تصوير الأوعية الطبقي المحوري لنفي أي سبب ثانوي للنزف أو لاكتشاف «علامة البقعة».
يمكن تمييز النزف داخل المتن باستخدام التصوير الطبقي المحوسب بسبب ظهور الدم بلون نيّر أكثر من النسج الأخرى وكونه منعزلًا عن اللوحة الداخلية للجمجمة بالنسيج الدماغي. غالبًا ما يكون النسيج المحيط بالنزف بلون أقل كثافة من بقية الدماغ بسبب الوذمة، وبالتالي يظهر بلون أغمق في التصوير الطبقي المحوسب.

### الموقع
عندما يكون السبب هو ضغط الدم المرتفع، يحدث النزف داخل المخ نموذجيًا في اللحاء (50%) أو المهاد (15%)، أو المخ (10-20%)، أو المخيخ (10-13%)، أو الجسر (7-5%)، أو في مكان ما في جذع الدماغ (1-6%).

## المعالجة
تعتمد المعالجة بشكل أساسي على نوع النزف داخل المخ. يُستخدم التصوير الطبقي المحوسب السريع وبعض القياسات التشخيصية لتحديد المعالجة الأنسب، التي قد تتضمن العلاج الدوائي والجراحي معًا.
- يطبق التنبيب عند المصابين بتدني مستوى الوعي أو من لديهم مخاطر أخرى تتعلق بانسداد الطرق التنفسية.[17]
- تُعطى السوائل الوريدية للمحافظة على توازن السوائل، باستخدام سوائل أسوية التوتر عوضًا عن السوائل ناقصة التوتر.[17]

### الأدوية
- وجدت دراسة أن المعالجة المضادة لفرط الضغط التي تستخدم لتخفيض ضغط الدم في الحالات الحادة تساعد في تحسين النتائج.[18] وجدت دراسات أخرى أن الاختلاف غير واضح بين الضبط الشديد والأقل شدة لضغط الدم.[19][20] اقترحت توصيات جمعية القلب الأمريكية وجمعية السكتة الأمريكية في عام 2015 بتخفيض ضغط الدم الانقباضي إلى 140 ملليمتر زئبقي.[3] ومع ذلك، أوجدت الدلائل فائدتها في 2015.[21]
- يُعطى العامل السابع خلال أربع ساعات ليحد من النزف وتشكل الورم الدموي. ومع ذلك، يزيد أيضًا من خطر حدوث الخثارات الوريدية،[17] لذا لا يساهم بنتائج جيدة عند غير المصابين بالناعور.[22]
- قد تُعطى البلازما المجمدة، أو الفيتامين ك، أو البروتامين، أو تُنقل الصفائح الدموية في حال الاعتلال الخثري.[17] تبين أن الصفائح تُسيء للنتائج عند المصابين بنزف داخل مخي عفوي مع أدوية مضادة للصفيحات.[23]
- يُعطي الفوسفينيتوئين أو أي مضاد اختلاج آخر في حال الإصابة باختلاجات أو نزف فصي.[17]
- تُعطى مضادات الهيستامين إتش 2 أو مثبطات مضخة البروتون بشكل شائع للوقاية من قرحات الشدة، وهي حالة مرتبطة بالنزف داخل المخ.[17]
- كان يعتقد أن الستيرويدات القشرية تخفف من الوذمة، ولكن تبين في دراسات مقارِنة كبيرة أنها تزيد من معدل الوفيات، وهي غير مستطبة بعد الآن.[24][25]

### الجراحة
تستطب الجراحة في حال كان الورم الدموي أكبر من 3 سم (1 إنش)، أو كانت هنالك آفة وريدية بنيوية أو نزف فصي عند مريض شاب.
- قد يُمرر القثطار عبر الدوران الوريدي للدماغ من أجل إغلاق أو توسيع الأوعية الدموية، وبالتالي تجنب العمليات الجراحة الغازية.[26]
- قد يُستخدم الرشف بالجراحة المجسمة أو النزح بالتنظير الداخلي في نزوف العقد القاعدية، على الرغم من أن نسبة نجاحها محدودة.[17]
- قد يطبق قطع القحف، إذ تُزال أجزاء من الجمجمة لتفسح مجالًا للوذمة للتوسع دون اعتصارها.

## الإنذار
يعتبر خطر الموت من النزف داخل المتن الناجم عن أذية دماغية رضية بشكل خاص عاليًا في حال حدثت الأذية في جذع الدماغ. غالبًا ما تكون النزوف داخل المتن عبر البصلة السيسائية قاتلة بسبب أذية العصب القحفي العاشر، العصب المبهم، الذي يلعب دورًا هامًا في الدوران الدموي والتنفس. قد يصيب هذا النوع من النزوف باحات قشرية أو تحت قشرية، عادةً في الفص الأمامي أو الصدغي وفقًا لأذيات الرأس، وأحيانًا في المخيخ.
عند ملاحظة النزف داخل المخ العفوي، فإن معدل الوفاة يكون 34-50% خلال الأيام الثلاثين بعد الأذية، ونصف الوفيات تحدث في أول يومين. على الرغم من أن الغالبية العظمى من الوفيات تحدث في الأيام الأولى بعد النزف داخل المخ، يمتلك الناجون خطر وفاة متزايد على المدى البعيد بنسبة 27% مقارنة بعامة السكان.

## الوبائيات
تمثل 20% من كل حالات الأمراض الوعائية الدماغية في الولايات المتحدة الأمريكية، بالمرتبة الثالثة بعد الخثار الدماغي (40%) والانصمامات الوعائية الدماغية (30%).

## الأبحاث
تبين أن الاستجابة الالتهابية المحفزة بالسكتة مؤذية في المراحل المبكرة، بالتركيز على تشكل الكريات البيض الدموي، والعدلات والبلاعم، والخلايا الدبقية الصغيرة والخلايا النجمية. أظهرت دراسات ما بعد الموت البشرية أن الالتهاب يحدث مبكرًا ويستمر لعدة أيام بعد النزف داخل المخ. قد يلطف تنشيط الخلايا الدبقية الصغيرة المعدلة واستقطابها من النزف داخل المخ الناجم عن أذية دماغية ويحسن من تعافي الدماغ. تشكل الخلايا البدينة في النزف داخل المخ محطة اهتمام جديدة للبحث.